# Frederick Gilmore
Frederick Garfield "Fred" Gilmore (født 22. maj 1887 i Montreal, Canada, død 17. marts 1969 i Los Angeles) var en amerikansk bokser som deltog i OL 1904 i St. Louis.
Gilmore vandt en bronzemedalje i boksning under OL 1904 i St. Louis. Han kom på en tredjeplads i vægtklassen, fjervægt.